# تاريخ جزر البهاما

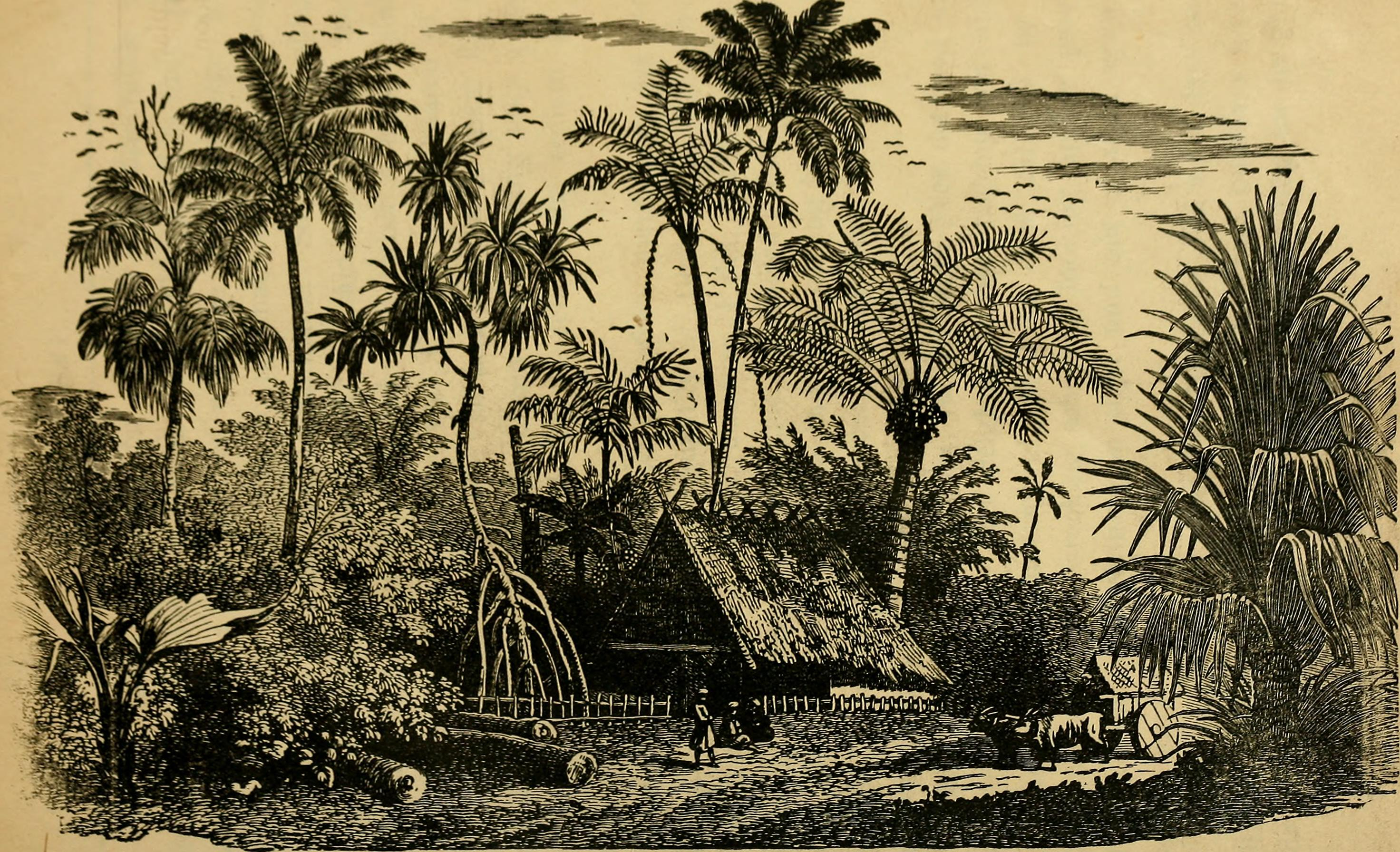

يبدأ تاريخ جزر البهاما في وقت وصول البشر إلى هذه الجزر في الألف الأول الميلادي. وكان السكان الأوائل للجزر التي تعرف الآن باسم جزر البهاما هم من اللوكايانس والآراواكان الناطقين بالتاينو، الذين وصلوا بين نحو 500 و 800 من الجزر في منطقة البحر الكاريبي. سجل التاريخ تبدأ في عام 1492، عندما هبط كريستوفر كولومبوس في جزيرة جوانهاني، في مكان ما غير معروف على جزيرة من جزر البهاما، في رحلته الأولى. أول مستعمرة أوروبية شيدت في 1647 على جزيرة إلوثيرا. جلب تجارة العبيد في القرن 18 العديد من الأفارقة إلى جزر البهاما. نسلهم يشكلون 85 في المئة من سكان جزر البهاما اليوم. وحصلت جزر البهاما على الاستقلال عن المملكة المتحدة في 10 يوليو 1973.

## ما قبل كولومبوس
وكان السكان الأوائل للجزر البهاما اللوكايانس، وهي فرع من فروع الناطقين بالتاينو الآراواكانية في جزر الأنتيل الكبرى. في وقت ما بين 500-800، وبدأ التاينو عبور الزوارق من هسبنيولا و/أو كوبا إلى جزر البهاما. وقد تم اقتراح ان أقرب، وأوفع الطرق للوصول إلى جزر البهاما هو من هسبنيولا إلى جزر كايكوس، أو من هسبنيولا شرق كوبا إلى جزيرة إناجوا العظمى، ومن وسط كوبا لونغ آيلاند (في جزر البهاما المركزي). وليام كيغان يرى أن الطريق الأكثر احتمالا وكان من هسبنيولا أو كوبا لإناجوا الكبرى.
مع قدوم الاللوكايانس إلى جزر البهاما، تم استعمار الأراضي والجزر في 800 عام، أي من 700 إلى 1500، وتزايد عدد سكانهم إلى حوالي 40,000. بلغت كثافة السكان في ذلك الوقت من الاتصال الأوروبي الأول أعلى المعدلات في المنطقة الوسطى إلى الجنوب من جزر البهاما، وتنخفض تعداد السكان نحو الشمال، والتي يعكس عدم القدرة على الانتشار في الشمال بعد. وتنحصر المواقع المعروفة لمستعمارات اللوكايانس على أكبر 19 جزيرة في الارخبيل. ظلت الكثافة السكانية في جزر البهاما الجنوبية أقل، ربما بسبب المناخ الأكثر جفافا هناك (أقل من 800 ملم من الأمطار سنويا على الجزيرة إناجوا العظمى وجزر تركس وكايكوس.

## الإتصال مع الأسبان
أبحر كريستوفر كولومبوس في 1492 من إسبانيا مع ثلاث سفن، يبحثون عن طريق مباشر إلى آسيا. يوم 12 أكتوبر 1492 الذي تم التوصل إليه كولومبوس جزيرة في جزر البهاما، وهو حدث يعتبر نقطة 'اكتشاف' أمريكا. أن زار هذه الجزيرة أول من كولومبوس كانت تسمى من قبل جوانهاني من قبل اللوكايانس، وسان سلفادور من قبل الإسبان. هوية أول أميركي نزل على اليابسة من قبل كولومبوس لا تزال مثيرة للجدل. زار كولومبوس عدة جزر أخرى في جزر البهاما قبل الإبحار إلى كوبا.